# Annette Ardisson
Pour les articles homonymes, voir Ardisson.
Annette Ardisson, née le 8 août 1950 à Saint-Germain-en-Laye et morte le 10 octobre 2019 à Trouville-sur-Mer, est une journaliste française de radio qui a fait toute sa carrière à l'ORTF puis à Radio France.

## Biographie
Titulaire d'une licence d'histoire-géographie, Annette Ardisson commence pendant ses études dans les années 1970 à travailler à diverses émissions destinées aux jeunes sur France Inter et la « troisième chaîne » de l’ORTF (Paris-Île-de-France-Normandie-Centre).
En 1975, à la création de Radio France, elle est recrutée comme reporter à la rédaction de France Inter. En 1976, elle rejoint le service économique puis en 1984 le service politique. En 1987, elle passe à France Culture.
En 1989, elle revient à France Inter dans la tranche matinale où elle présente avec Bernard Brigouleix l'entretien politique de 8 h 20 « Questions par A + B ». Elle est nommée en 1995 adjointe au directeur de la rédaction, poste qu’elle occupera jusqu’en 1997. Elle se centre ensuite sur les questions européennes et internationales.
Courant 1997, elle co-signe une lettre adressée à Jean-Luc Hees, alors directeur de France Inter, qui critique ouvertement son style de gestion.
Elle présente également la revue de la presse francophone sur Radio France, Radio Canada, la Radio suisse romande et la RTBF.
En 2006, elle devient rédactrice en chef chargée notamment de la préparation des éditions matinales.
En 2010, à l’occasion du  festival Normandie impressionniste et de l’exposition Monet au Grand Palais, elle réalise une série documentaire intitulée Impressions d’été. Elle réitère l'expérience en 2011 avec Le voyage imaginaire (avec Christine Simeone) sur le thème « comment voyager par la pensée à travers diverses expositions et manifestations culturelles organisées en France ».
En 2015, elle ressort son Nagra pour couvrir la grève record de 28 jours qui avait eu lieu alors à Radio France.
Annette Ardisson est morte le 10 octobre 2019 à Trouville-sur-Mer.

## Autre fonction
- Présidence de la commission information de la Communauté des radios publiques de langue française (CRPLF, renommée en 2002 Radios francophones publiques)

## Publications
- La Politique en héritage, Flammarion, 1995, 241 p. (ISBN 978-2-08-067038-0, lire en ligne) : série de portraits de personnalités politiques françaises[7].
- avec André Henry, Le ministre qui voulait changer la vie : Une politique du temps libéré, Corsaire éditions, 1996, 175 p. (ISBN 978-2-910475-03-1, lire en ligne) : l’œuvre se ponctue d'une entretien avec Annette Ardisson.